# Alken (Belgique)
Pour les articles homonymes, voir Alken.
Alken est une commune néerlandophone de Belgique située en Région flamande dans la province de Limbourg, non loin de Hasselt.

## Communes limitrophes
|               | Hasselt |  |
| Nieuwerkerken | Alken   |  |
| Saint-Trond   | Wellen  |  |

## Histoire
Le nom de Alken apparaît pour la première fois dans les livres d'histoire en 1066 sous le nom de Alleche. Dès 1180 elle est appelée officiellement Alken, mais la tradition populaire l'appelle encore souvent Alleke. Alken était à l'époque une enclave de la Principauté de Liège dans le comté de Looz. De nombreux Princes-Évêques de Liège y ont eu leur résidence d'été.

## À voir
Alken est principalement connue pour sa brasserie et la bière Cristal Alken qui y est brassée, mais aussi pour ses nombreux châteaux, églises, chapelles (entre autres la Sint-JorisKapel (chapelle Saint-Georges) qui est classée) et moulins à eau. Sur le plan récréatif, citons le parc récréatif De Alk entre deux rivières, la Grande et la Petite Herck (Grote en de Kleine Herk) ; il est également possible de se promener dans la vallée du Mombeek ou d'emprunter l'itinéraire cyclable qui parcourt celle-ci.

## Héraldique
|  | La commune possède des armoiries qui lui ont été octroyées le 24 février 1981. Elles représentent la figure de Sainte Aldegonde, la patronne locale, vêtue en abbesse et surmontée d'un pigeon volant coiffé d'un voile blanc. La combinaison figurait déjà sur le sceau local à partir de 1680. Blasonnement : De gueules à une sainte Aldegonde vétue en robe camouflée, dans la main droite le livre de la Sainte Règle, dans la main gauche le bâton de l'abbesse et au-dessus de la tête, la colombe avec le voile dans sa bouche, toutes de couleur naturelle. (Traduction libre) Source du blasonnement : Heraldy of the World. |

## Le drapeau
Le drapeau de Alken est composé de trois bandes horizontales de couleurs rouge, blanc et jaune.
La commune de Alken s'est vu attribuer ce drapeau le 24 février 1981.

## Évolution démographique
En tenant compte des anciennes communes entraînées dans la fusion de communes de 1977, on peut dresser l'évolution suivante :
- Source : DGS - Remarque: 1831 jusqu'à 1980=recensement; depuis 1990=nombre d'habitants chaque 1er janvier[2]